# Euopius foveolaris
Euopius foveolaris är en stekelart som beskrevs av Fischer 1967. Euopius foveolaris ingår i släktet Euopius och familjen bracksteklar. Inga underarter finns listade i Catalogue of Life.